# Греловка
Греловка (укр. Грелівка) — село на Украине, находится в Шаргородском районе Винницкой области.
Код КОАТУУ — 0525387705. Население по переписи 2001 года составляет 148 человек. Почтовый индекс — 23506. Телефонный код — 4344.
Занимает площадь 0,333 км².

## История
В 1946 году указом ПВС УССР хутор Миляровка переименован в Греловку.

## Адрес местного совета
23505, Винницкая область, Шаргородский р-н, с. Слобода-Шаргородская, ул. Первомайская, 13